# Salé
Salé este un oraș în Maroc.